# オクラホマ郡 (オクラホマ州)
オクラホマ郡（英: Oklahoma County）は、アメリカ合衆国オクラホマ州の中央部東に位置する郡である。人口は79万6292人（2020年）。オクラホマ州では人口最大の郡である。郡庁所在地のオクラホマシティは州都である。オクラホマ郡は、オクラホマシティ大都市圏の中核でもある。
オクラホマ郡は州名と同じ名前を持つ郡として、全米に7つしかない郡の1つである。

## 歴史
オクラホマ郡は1890年の構成法で創設されたオクラホマ7郡の1つであり、当初は第2郡と呼ばれた。
郡の行政は当初、カリフォルニア・アベニューとロビンソン通り交差点に建てられた建物で行われていたが、1900年代に西メインストリート520に建設された初代郡庁舎に移った。1937年、郡政府はパーク・アベニュー321の建物に移り、それが今日の続いている。

## 地理
アメリカ合衆国国勢調査局に拠れば、郡域全面積は718平方マイル (1,860 km2)であり、このうち陸地は709平方マイル (1,836 km2)、水域は9平方マイル (23 km2)で水域率は1.28%である。

### 主要高規格道路
| - 州間高速道路35号線 - 州間高速道路40号線 - 州間高速道路44号線 - 州間高速道路235号線 - 州間高速道路240号線 - アメリカ国道62号線 - アメリカ国道77号線 - アメリカ国道270号線 | - キルパトリック・ターンパイク - オクラホマ州道3号線 - オクラホマ州道66号線 - オクラホマ州道74号線 - オクラホマ州道77H号線 - オクラホマ州道152号線 - オクラホマ州道270号線 |

### 隣接する郡
- ローガン郡 - 北
- リンカーン郡 - 東
- ポタワトミー郡 - 南東
- クリーブランド郡 - 南
- カナディアン郡 - 西
- キングフィッシャー郡 - 北西

### 国立保護地域
- オクラホマシティ国立記念碑、オクラホマシティ連邦政府ビル爆破事件の慰霊碑

## 人口動態

2000人口ピラミッド

以下は2000年国勢調査による人口統計データである。
| 基礎データ - 人口: 660,448人 - 世帯数: 266,834 世帯 - 家族数: 170,773 家族 - 人口密度: 360人/km2（931人/mi2） - 住居数: 295,020軒 - 住居密度: 161軒/km2（416軒/mi2） 人種別人口構成 - 白人: 70.44% - アフリカン・アメリカン: 15.03% - ネイティブ・アメリカン: 3.42% - アジア人: 2.81% - 太平洋諸島系: 0.08% - その他の人種: 4.36% - 混血: 3.87% - ヒスパニック・ラテン系: 8.68% 年齢別人口構成 - 18歳未満: 25.6% - 18-24歳: 10.9% - 25-44歳: 30.0% - 45-64歳: 21.4% - 65歳以上: 12.2% - 年齢の中央値: 34歳 - 性比（女性100人あたり男性の人口） - 総人口: 94.2 - 18歳以上: 90.8 | 世帯と家族（対世帯数） - 18歳未満の子供がいる: 30.9% - 結婚・同居している夫婦: 46.3% - 未婚・離婚・死別女性が世帯主: 13.5% - 非家族世帯: 36.0% - 単身世帯: 30.2% - 65歳以上の老人1人暮らし: 9.2% - 平均構成人数 - 世帯: 2.41人 - 家族: 3.02人 収入と家計 - 収入の中央値 - 世帯: 35,063米ドル - 家族: 42,797米ドル - 性別 - 男性: 31,660米ドル - 女性: 24,279米ドル - 人口1人あたり収入: 19,551米ドル - 貧困線以下 - 対人口: 15.3% - 対家族数: 11.7% - 18歳未満: 21.7% - 65歳以上: 8.6% |

## 都市と町
| - 1. オクラホマシティ 579,999 - 郡庁所在地 - 2. エドモンド 81,405 - 3. ミッドウェストシティ 54,371 - 4. デルシティ 21,332 - 5. ベサニー 19,051 - 6. チョクトー 11,146 - 7. ウォーエーカーズ 10,043 - 8. ザ・ビレッジ 8,929 - 9. ハラー 5,095 - 10. スペンサー 3,912 - 11. ニコルスヒルズ 3,710 - 12. ジョーンズ 2,692 - 13. ニコマパーク 2,393 - 14. ルーサー 1,221 - 15. フォレストパーク 998 - 16. バレーブルック 765 - 17. アーカディア 247 - 18. ウッドローンパーク 153 - 19. ライクアルマ 88 - 20. スミスビレッジ 66 |

2010年国勢調査